# Microcarbo melanoleucos
Phalacrocorax melanoleucos là một loài chim trong họ Phalacrocoracidae.